# انولات

ساختارهای رزونانسی یک آنیون انولات.

انولات‌ها (به انگلیسی: Enolate) آنیون‌های آلی هستند که از پروتون‌زدایی ترکیبات کربونیل حاصل می‌شوند. به سختی جداسازی شده، و به‌طور گسترده‌ای به عنوان واکنشگر در سنتز ترکیبات آلی استفاده می‌شود.

## پیوند و ساختار
آنیون‌های انولات به‌طور الکترونیکی با آنیون‌های آلیل مرتبط هستند. بار آنیونی بر روی اکسیژن و دو کربن در حال جابجایی و تغییر موقعیت است؛ بنابراین این ترکیبات هم خصوصیات آلکوکسید و هم کربانیون را دارند.